# Steve Wijler
Steve Christina Hendrikus Wijler (né le 19 septembre 1996) est un archer néerlandais.

## Biographie
Steve Wijler remporte sa première médaille internationale majeure en 2017 alors qu'il remporte l'or à la première étape de la Coupe du monde. Plus tard cette même année, il remporte le bronze lors des épreuves de tir à l'arc individuelle homme lors des championnats du monde.

## Palmarès
- Jeux olympiques
  -  Médaille d'argent à l'épreuve par équipe mixte aux Jeux olympiques d'été de 2020 à Tokyo (avec Gabriela Schloesser).

- Championnats du monde[3]
  -  Médaille de bronze à l'épreuve individuelle homme aux championnats du monde 2017 à Mexico.

- Championnats du monde en salle[3]
  -  Médaille d'or à l'épreuve par équipe homme aux championnats du monde en salle 2018 à Yankton (avec Sjef van den Berg et Rick van der Ven).

- Coupe du monde[3]
  -  Médaille d'or à l'épreuve individuelle homme à la coupe du monde 2017 de Shanghai.
  -  Médaille d'argent à l'épreuve par équipe homme à la coupe du monde 2017 de Berlin.

- Championnats d'Europe[3]
  -  Médaille d'argent à l'épreuve par équipe homme aux championnats d'Europe junior 2016 de Bucarest.
  -  Médaille d'argent à l'épreuve individuelle homme aux championnats d'Europe junior 2016 de Bucarest.
  -  Médaille d'or à l'épreuve individuelle homme aux championnats d'Europe 2018 de Legnica.
  -  Médaille d'or à l'épreuve par équipe homme aux championnats d'Europe 2021 d'Antalya (avec Sjef van den Berg et Rick van der Ven).

- Jeux européens[3]
  -  Médaille d'argent à l'épreuve individuelle (arc classique) homme aux Jeux européens de 2019 de Minsk.
  -  Médaille d'argent à l'épreuve par équipe homme aux Jeux européens de 2019 de Minsk.